# Habsburg György osztrák herceg
Habsburg György (Bécs, 1435. február 16. – Bécs, 1435. február 16.), németül: Georg von Habsburg/Österreich, csehül: Jiří Habsburský, osztrák herceg és morva őrgróf a születése jogán. Apja révén Ausztria trónörököse és az édesanyja jogán a magyar korona várományosa. A Habsburg-ház alberti ágának a tagja.

## Élete
Apja V. (Habsburg) Albert, osztrák herceg és morva őrgróf, édesanyja Luxemburgi Erzsébet magyar, cseh és német királyi hercegnő, német-római császári hercegnő, Luxemburgi Zsigmond magyar, cseh és német király, német-római császár, valamint Cillei Borbála egyetlen gyermeke.
György herceg, a várva-várt fiú örökös, 1435. február 16-án Bécsben jött világra, két nappal az anyai nagyapja, Zsigmond 67. születésnapja (február 14.) után, de mindössze csak három órát élt. Születésekor automatikusan Ausztria trónörököse lett, és mivel nagyapjának, Zsigmondnak nem születtek életképes és törvényes fiúgyermekei a második, Cillei Borbálával kötött házasságából sem, ezért Zsigmond azt tervezte, hogy születendő fiúunokáját Magyarországon, a magyar korona leendő örököseként fogja neveltetni, és ezt már lánya házassági szerződésében is kikötötte 1421-ben. Erzsébet hercegnő az akkori szokások és elvárások szerint hosszú ideig meddőnek bizonyult, hiszen csak 10 évnyi házasság után esett teherbe, és 1432. április 12-én 22 évesen hozta világra első gyermekét, Annát, aki lány lévén Ausztriában nem örökölhetett, Magyarországon pedig édesanyja, Erzsébet mögött csak a második helyet foglalhatta el a trónöröklési sorban.
György herceg azonban nem tudta beteljesíteni sem az anya, Erzsébet, sem a nagyapa, Zsigmond, sem az apa, Albert várakozásait, akik mind más-más reményeket tápláltak a fiúörökös érkeztével, ugyanis a kis herceg a születése után rögtön meghalt.  „Albertnek nem voltak fiú gyermekei; egyetlen fia, György, csecsemő korában kevéssel előbb, 1435-ben hunyt el.” Albertnek az életében tehát csak egy fia született, György herceg, hiszen a második fia, László csak apja halála után jött a világra. Ezekkel ellentétben Charles Cawley azt állítja, hogy már 1431-ben megszületett, és a 4. életévébe lépett, mikor 1435-ben meghalt, mely bizonyára téves adaton alapszik. Schönherr (1895) csecsemő megjelölése is csak két év alatti gyermekekre vonatkozhat, György pedig a legszigorúbb számítások szerint, ha 1431 decemberében is született, halálakor is már hároméves és két hónapos lett volna, ami rég túl van a csecsemőkoron. Cawley forrása: „A Necrologium Austriacum megnevezi a kiskorában meghalt Györgyöt mint Albert herceg idősebb fiát.” is csak azt támasztja alá, hogy György volt az elsőszülött fiú, nem pedig az elsőszülött gyermek, ami miatt az 1432-ben született Anna hercegnő előtt kellett volna születnie, és ezért sem igaz, hogy 1431-ben kellett születnie. Zsigmond kikötése pedig, hogy fiúunokáját Magyarországon kell neveltetni, szintén azt támasztja alá, hogy a kis herceg csak rövid időt élt, hiszen akkor a magyarországi tartózkodásának a magyar forrásokban is tükröződnie kellene.
A mindössze csak három órát élt kis herceget a bécsi Szent István Dómban helyezték örök nyugalomra.